# Syrische Küche

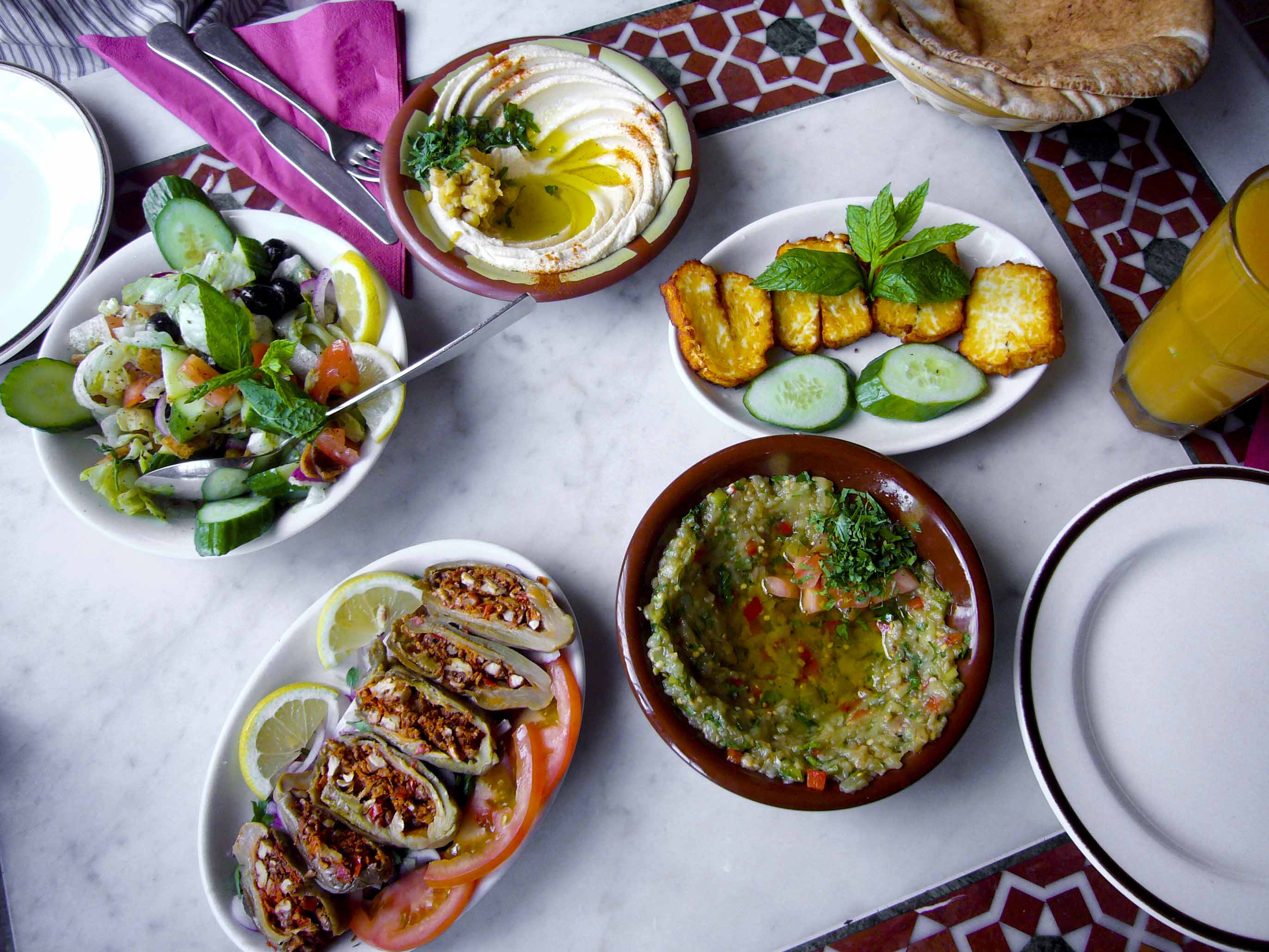
Syrische Speisen. Von oben links im Uhrzeigersinn: Syrischer Salat, Hummus, Halloumi, Baba Ghanoush und Makdus, Pita am rechten oberen Bildrand

Als syrische Küche bezeichnet man sowohl die Küche des Staates Syrien als auch der Landschaft Syrien, welche heute zu großen Teilen mit dem Staatsgebiet westlich des Euphrats identisch ist. Sie ist eine Regionalküche der arabischen Küche mit Einflüssen aus dem ehemals herrschenden Osmanischen Reich mit dessen türkischer, kurdischer und armenischer Kultur im Norden und der Küche der Levante an der Küste des Mittelmeers mit seiner kulturellen und religiösen Vielfalt.

## Beschreibung

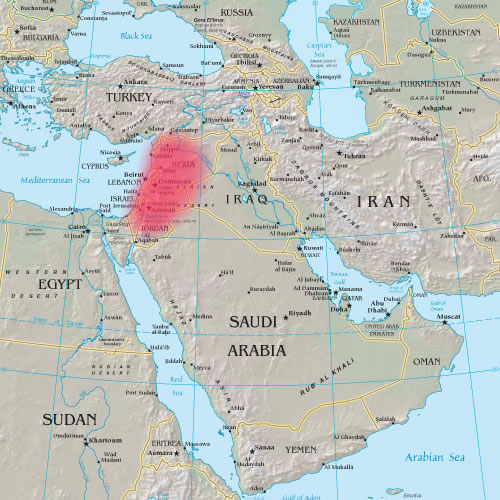
Lage der Levante

Die Gerichte der syrischen Küche sind eng mit den Speisen der Regionen vom Süden Jordaniens bis zum Libanon, vom Westjordanland bis zum Euphrat verwandt. Diese Regionen östlich des Mittelmeers werden als Levante bezeichnet. Die Levante war jahrhundertelang Durchzugsgebiet fremder Herrscher und Händler, welche die Küchentraditionen stark prägten. Unterschiedliche Kulturen siedelten in Syrien und beeinflussten die syrische Küche. Während und nach dem Ende der islamischen Ära unter dem Familienclan der Umayyaden waren arabische Einflüsse bestimmend. Danach gewannen persische Einflüsse unter der Dynastie der Abbasiden an Bedeutung. Durch den Machtgewinn der Osmanen wurde die türkische Küche stärker in Syrien etabliert.
Die Levante-Küche ist durch eine aromatische, leichte Art des Kochens charakterisiert. Viel Gemüse und wenig Fleisch zeichnet die Levante-Küche aus, die zu einem Essenstrend in Europa geworden ist. Die levantinischen Einflüsse auf die syrische Küche spiegeln sich in den aromatischen Gewürzen, vielfältigen Gemüsesorten und Hülsenfrüchten wider.
In den syrischen Haushalten wird täglich gekocht. Restaurantbesuche werden auf besondere Anlässe beschränkt. Die traditionelle Hauptmahlzeit wird aus frischen Zutaten zubereitet und im Familienkreis gemeinsam zu Mittag gegessen. Das verwendete Obst stammt meist aus dem eigenen Garten oder von bewässerten Feldern. Drei Gänge bilden die typische Hauptmahlzeit. Der erste Gang besteht aus einer oder mehreren Vorspeisen. Darauf folgt das Hauptgericht mit magerem Fleisch oder Gemüse und Beilagen wie Reis, Bulgur und Fladenbrot. Zum Abschluss wird ein Dessert, beispielsweise Sesam- oder Griesgebäck, gereicht.

### Saisonaler Charakter
Die syrische Küche zeigt einen stark saisonalen Charakter. In der Vergangenheit bildeten Ackerbau und Viehzucht die Hauptlebensgrundlage der Bevölkerung. Daher wurden die angebauten landwirtschaftlichen Produkte sowie Milchprodukte und Fleisch in der Küche verwendet. Jede Jahreszeit bietet andere Zutaten. Im Frühling werden grüne, wild wachsende Pflanzen wie Thymian, Löwenzahn, Malve und Minze genutzt, um typische Frühlingsgerichte zuzubereiten. Im Frühling werden zudem verschiedene Krautpflanzen, Kichererbsen, Weinblätter und Bohnen geerntet. Die saftigen und fetten Viehweiden des Frühjahrs bieten die Grundlage für Frischkäse, Joghurt und Butter. Die Sommergerichte nutzen die vielen Sorten von Obst, Gemüse und Kräutern. Tomaten, Gurken, Okraschoten (Gemüse-Eibisch), Gartenbohnen sowie Wassermelonen, Kaktusfrüchte und Aprikosen werden in dieser Zeit in der Küche verwendet. Im Sommer findet die Weizenernte statt. Die Herbstgerichte nutzen die Ernte von Trauben, Mais, Oliven und Nüssen. Quitten, Kürbisse und Äpfel werden in dieser Jahreszeit verarbeitet. Für die Wintergerichte wurden in den anderen Jahreszeiten bereits Obst, Gemüse, Getreide, Hülsenfrüchte, Getränke und Milchprodukte haltbar gemacht (konserviert). Ganzjährig werden Zwiebeln und Olivenöl gebraucht. Bereits vor 5.000 Jahren wurde Olivenöl in der syrischen Küche eingesetzt. Die Verwendung von Gewürzen und frischen Kräutern ist die Essenz der Küche.

### Regionale Besonderheiten
Die geographische Lage innerhalb der unterschiedlichen Regionen von Syrien beeinflusst die Küchengerichte und ist die Ursache für viele regionale Spezialitäten. Im Mittelmeerraum haben Fischspeisen eine größere Bedeutung als in Bergregionen. Ackerbau oder Viehzucht sind regional in Syrien verschieden verteilt. In den Küsten- und Flusslandschaften sowie Bergregionen wird verstärkt Ackerbau betrieben. Die Beduinen führen als Hirten ihre Herden im jahreszeitlichen Verlauf und gemäß den Witterungsverhältnissen von Ort zu Ort. Dabei wird die Küche den regionalen und saisonalen Rahmenbedingungen angepasst. Im Winter halten sich die Beduinen überwiegend in den Wüstenregionen auf und wandern in den wärmeren Monaten in das Kulturland und die Bergregionen. In den Bergen bereichert Wildfleisch neben frischen Zutaten die Küche. In den Regionen mit verstärkter Viehzucht bestimmen Rind- und Schafgerichte sowie Milchprodukte die Küchentradition.

### Lebensmittel

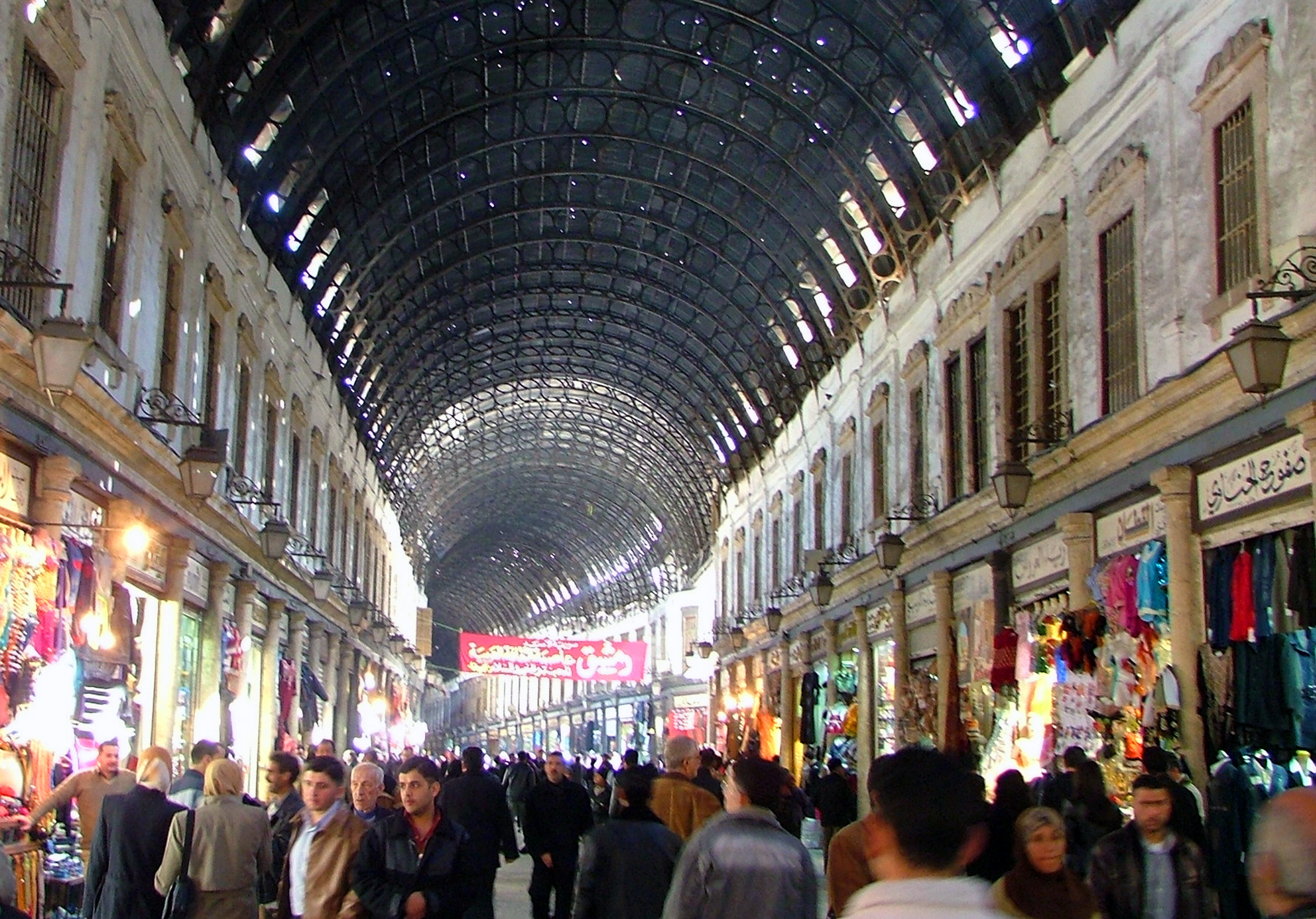
Souq in Damaskus

Die Hauptzutaten der syrischen Küche sind Weizen, Kichererbsen, Oliven, Tomaten, Aprikosen, Granatäpfel, Datteln und Feigen. Zum Würzen werden Minze, Koriander, Petersilie, Kardamom, Zimt, Safran, Sesam und Kreuzkümmel benutzt. Das in der Zubereitung benutzte Fleisch ist hauptsächlich Lamm und Geflügel, in den Küstenbereichen auch Fisch. Schweinefleisch wird, wie in allen muslimischen Ländern, nicht verarbeitet oder gegessen, reichlich hingegen Knoblauch, Zwiebeln und Olivenöl.
Die Lebensmittel werden täglich frisch eingekauft. Dabei sind die meisten Geschäfte auf eine Art von Lebensmittel spezialisiert, manche Bäckereien sogar auf einzelne Backwaren, manche zum Beispiel auf Fladenbrot, andere auf Gebäck im europäischen oder orientalischen Stil. Letzteres ist oft sehr süß und mit Pistazien garniert. Oft werden aus Kostengründen unverarbeitete, nicht gereinigte Lebensmittel in größeren Mengen gekauft, die zuhause erst weiterverarbeitet werden müssen.
Dazu bieten Märkte Obst und Gemüse der Region sowie Fleisch und Brot. Dauerlebensmittel wie Reis oder Mehl werden in Supermärkten gekauft. Tiefgekühlte Lebensmittel werden in der syrischen Küche kaum genutzt. Als Beilage zu den Gerichten wird gekauftes Pita-Brot gereicht, in ländlichen Gegenden selbst gebackenes Fladenbrot, das Khobz altenor.
In den küstennahen Regionen wird häufig Mate-Tee zu den Mahlzeiten getrunken.

## Frühstück

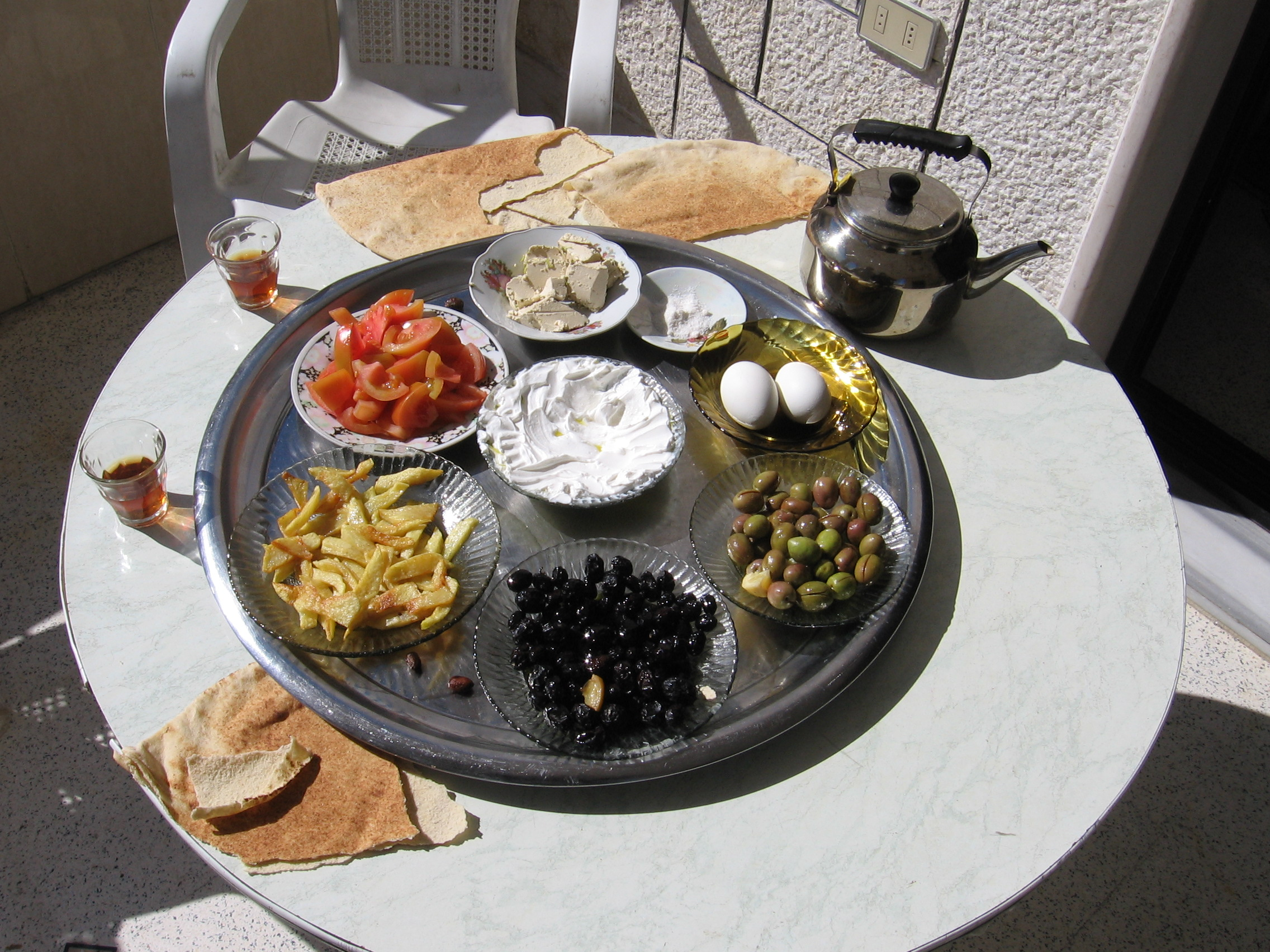
Syrisches Frühstück

Wie auch in vielen anderen Ländern wird in Syrien Kaffee oder schwarzer Tee mit Zucker zum Frühstück eingenommen. Dazu isst man Fladenbrot mit Ful Medammas, Oliven, Musabbaha (ein Kichererbsenbrei), aber auch Marmelade oder Käse. Bekannte Käsesorten sind Halloumi, Akkawi, Belady oder Meshallala. Ein typisches Frühstücksgericht ist Ta'miyya (Kirchererbsenbällchen im Fladenbrot), die frühmorgens in Garküchen angeboten werden. Aber auch Eier, diese gekocht, als Eierspeise oder Omelette, werden zum Frühstück verzehrt.
Als spätes Frühstück am Wochenende werden von vielen syrischen Familien mit Thymian, Käse oder Hackfleisch belegte pizzaähnliche Fladenbrote (Manakish) gegessen. Das geformte Teigteilchen gibt es in vielen Bäckereien in der Levante zu kaufen.

## Mittagessen

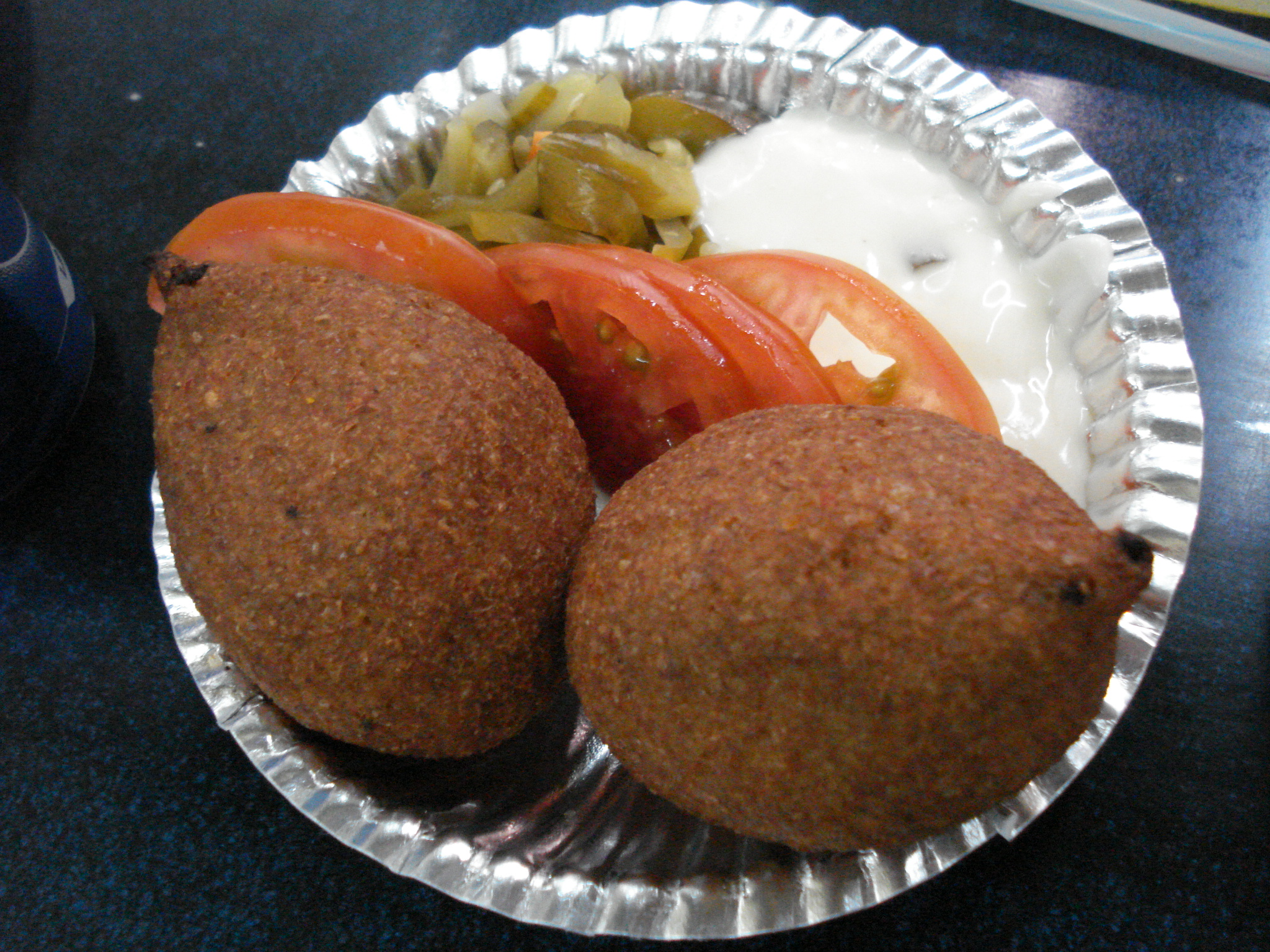
Kibbeh

Zwischen 13 und 16 Uhr wird in der syrischen Küche zu Mittag gegessen, möglichst im Familienkreis. Das Mittagessen besteht aus mehreren Gängen, zu denen Suppen und Vorspeisen sowie eine Nachspeise gehören. Die Vorlieben beim Hauptgericht sind unterschiedlich. Sie reichen von Joghurt mit Fleisch und Zwiebeln, das Alshakerih, über Kibbeh (Knödel aus Bulgur mit Gehacktem und Zwiebeln) bis zu Kebab Dairi (Pita-Brot gefüllt mit besonders würzigem Fleisch). Als Beilage wird meist Reis oder Bulgur gegessen.
Mittags bieten viele Garküchen so genannte Fatayir an. Dies sind gefüllte Teigtaschen, aber auch Schawarma oder Hühnerfleischspieße, die Shish Tavuk.

## Abendessen

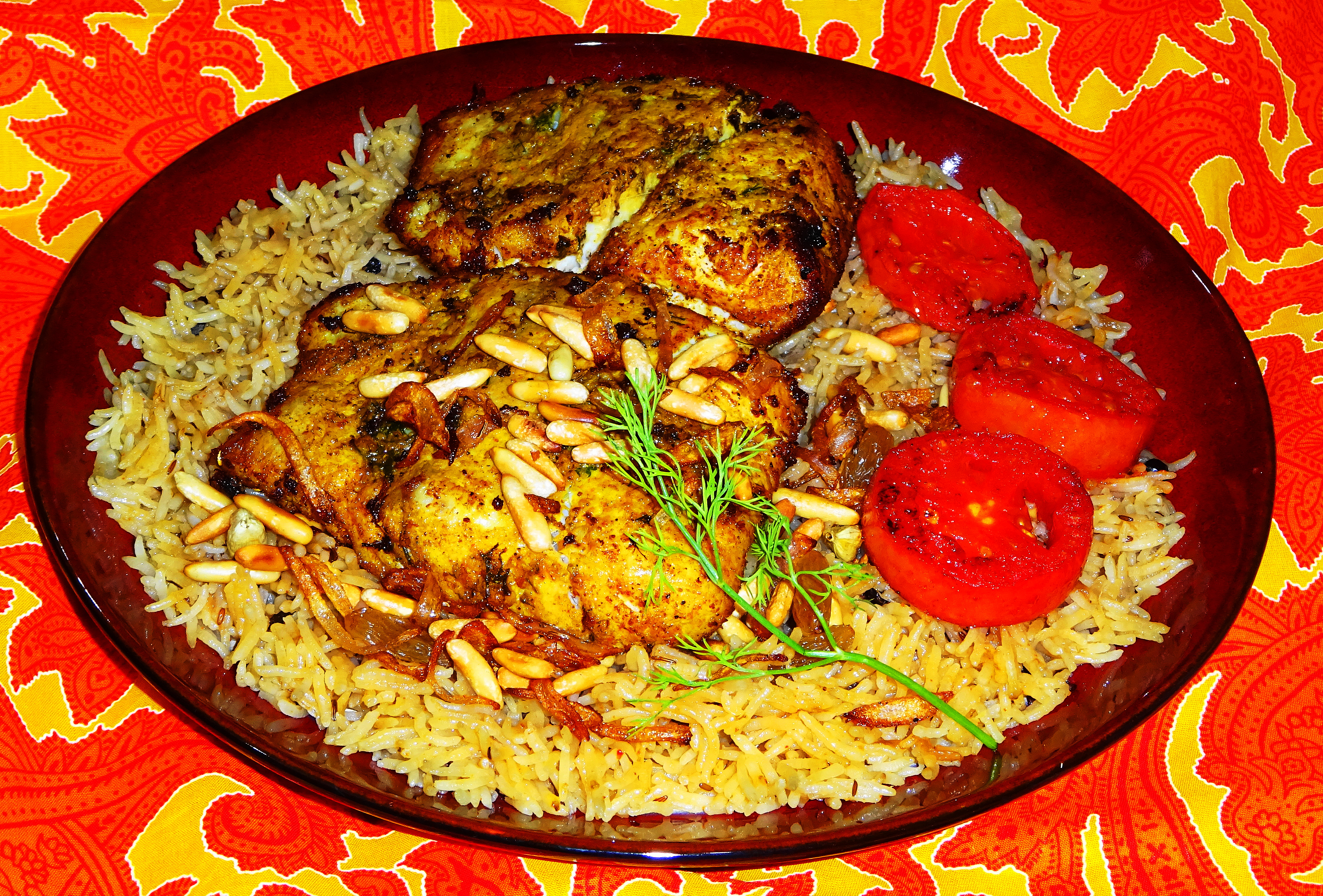
Sayadiyah, Fisch mit Reis

Das Abendessen fällt auf die Zeit zwischen 19 und 22 Uhr. Es kann als leichte Mahlzeit zubereitet werden und beinhaltet dann ähnliche Zutaten wie das Frühstück, es kann aber auch deftig und sättigend sein. Je nach Vorliebe und Region wird mindestens einmal am Tag eine warme Mahlzeit eingenommen, es kann jedoch auch zweimal frisch gekocht werden.
Eingeleitet wird das Abendessen, welches die eigentliche Hauptmahlzeit darstellt, mit verschiedenen Mezze. Diese kleinen Gerichte können cremige Pasten wie Hummus und Auberginenmus sein, werden über gegrilltes oder eingelegtes Gemüse mit Joghurtsoße gegeben, oder mit Brot von einem gemeinsamen Teller gedippt. Auch frische Salate aus Tomaten, Weizen und gehackter Petersilie, die Taboulé, gehören zu den Vorspeisen.
Als Hauptspeise gibt es meist gegrilltes Fleisch, das Mashawi, auch gehackt, vom Huhn oder Rind, dazu gibt es frische Zwiebeln, Petersilie oder gegrillte Tomaten als Beilagen; des Weiteren gefüllte Zucchini oder Auberginen, Auflaufe, Hackbällchen in Tomatensoße, die Dawud Pasha. Ein weiteres für die syrische Küche typisches Gericht sind in Tomatensoße gekochte Okraschoten, arabisch بامية / ‚Bamya‘.

## Vorspeisen (Mezze)

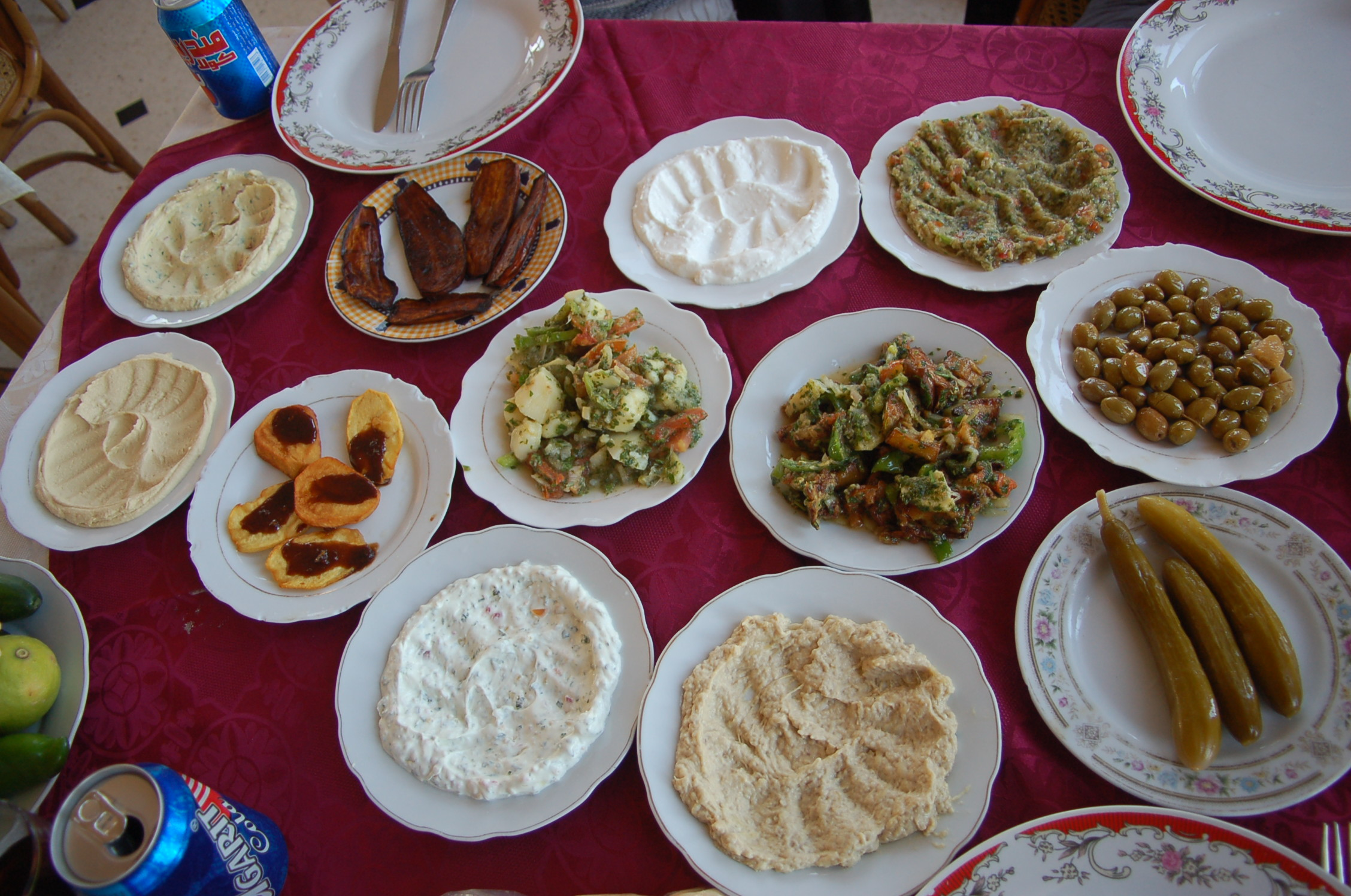
Syrische Vorspeisen

Eine Vielzahl an warmen und kalten Vorspeisen zeichnet die syrische Küche aus. Diese werden zu Beginn jeder syrischen Mahlzeit gereicht. Neben Salaten und Nüssen werden oft 40 – 50  kleine Vorspeisen, die als Mezze bezeichnet werden, bei gesellschaftlichen Ereignissen auf der Mitte des Tisches angerichtet. Typische Vorspeisen sind Fattusch, Hummus und Tabbouleh. In der gesamten Levante ist die Tradition der Mezze lebendig, welche bereits zu Zeiten des Osmanischen Reiches ihren Anfang nahm. Die Art der Mezze-Gerichte variiert sowohl saisonal als auch regional stark. Mezze mit Fisch sind in den Meeresregionen häufig. In den Bergen hingegen werden vorwiegend Mezze-Gerichte mit Fleisch serviert. Frische Salate und Sommerfrüchte sind im Sommer typische Vorspeisen.

### Fattusch
Fattusch (Fattoush) ist ein syrisches Salatgericht mit geröstetem Fladenbrot. Der Brotsalat besteht aus Minze, Petersilie, Eissalatblättern, Tomaten, Gurke und gewürfelten Fladenbrot. Er wird mit Granatapfel-Melasse zubereitet.

### Hummus
Das cremige Mus aus fein pürierten Kichererbsen und Sesampaste (Tahin) zählt zu den syrischen Nationalgerichten.

### Tabbouleh
Der Bulgursalat zählt zu den Salat-Klassikern aus dem arabischen Raum. Der leichte Salat ist auch in Europa populär geworden. Die syrische Tabbouleh-Variation wird mit mehr Petersilie und weniger Bulgur zubereitet.

## Süßspeisen

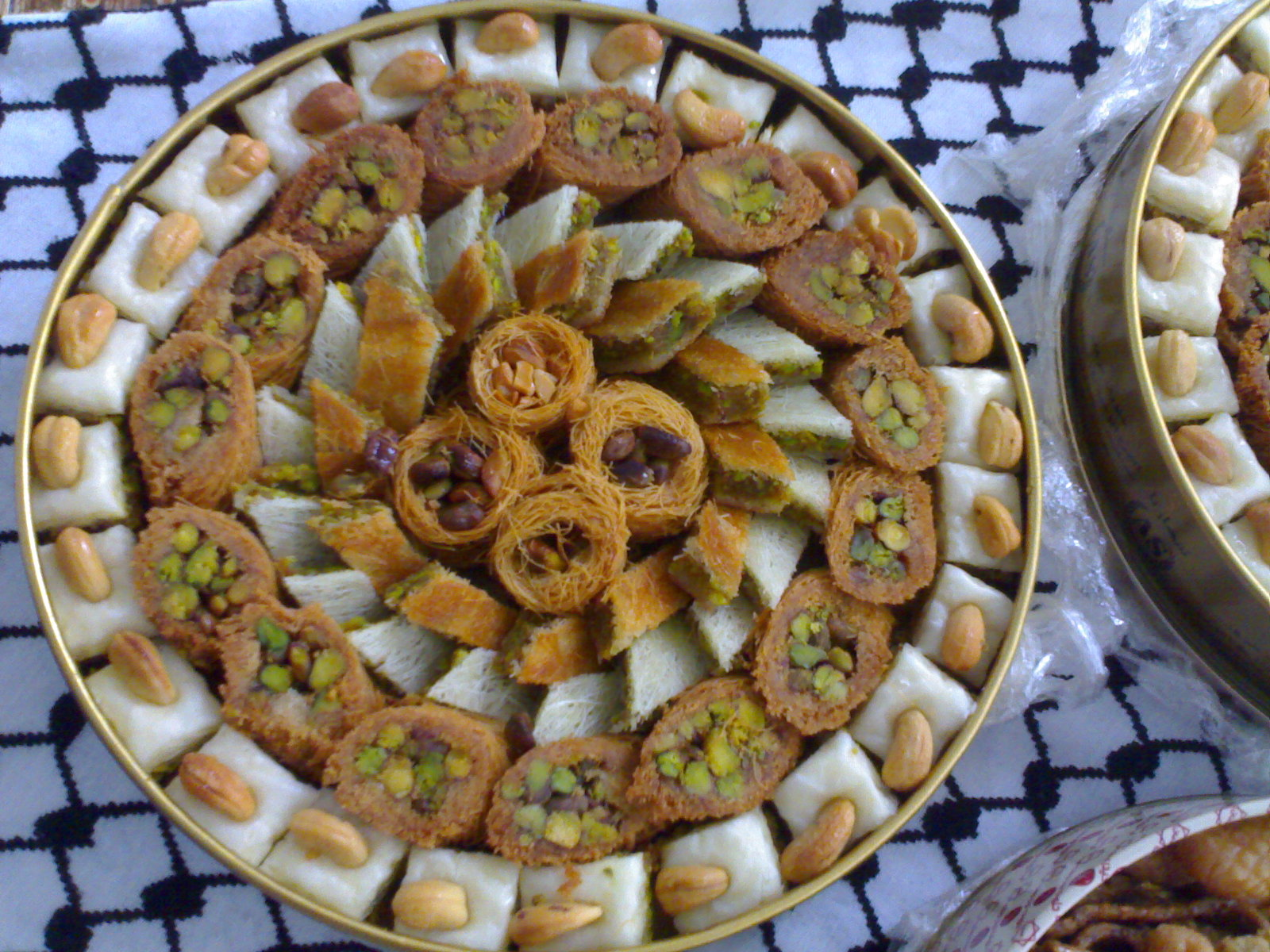
Baklava-Varianten (hier aus Palästina)

Neben Baklava, die selbstgemacht gereicht werden, sind in der syrischen Küche Kunafa (Strudelteig in Fäden gebacken), mit Käse oder Nüssen gefüllt und Sirup überzogen, beliebt. Die Zubereitung der Süßspeisen ist sehr aufwendig, daher werden sie meist gekauft, in Spezialgeschäften, die neben Kuchen auch Süßigkeiten und weitere Desserts anbieten.
Eiscreme ist sehr beliebt und wird traditionell mit Mastix versetzt, welches der Creme eine zähere Konsistenz als herkömmliches Speiseeis verleiht.
Eine weitere Süßspeise der syrischen Küche ist Halauiet al schbn, die mit einem Teig aus Akkawi oder Mozzarella, Zucker, Grieß und Rosenwasser vorbereitet und mit einem dicken Rahm (Kaschta) gefüllt wird. Das Dessert wird anschließend mit Pistazien bestreut und evtl. mit Sirup verzehrt.

## Obst
Typische Obstsorten in der syrischen Küche sind: Birnen, Feigen, Kirschen, Orangen, Zitronen, Pfirsiche, Aprikosen, Quitten, Trauben, Wasser- oder andere Melonen, Granatäpfel und Mispeln.

## Getränke

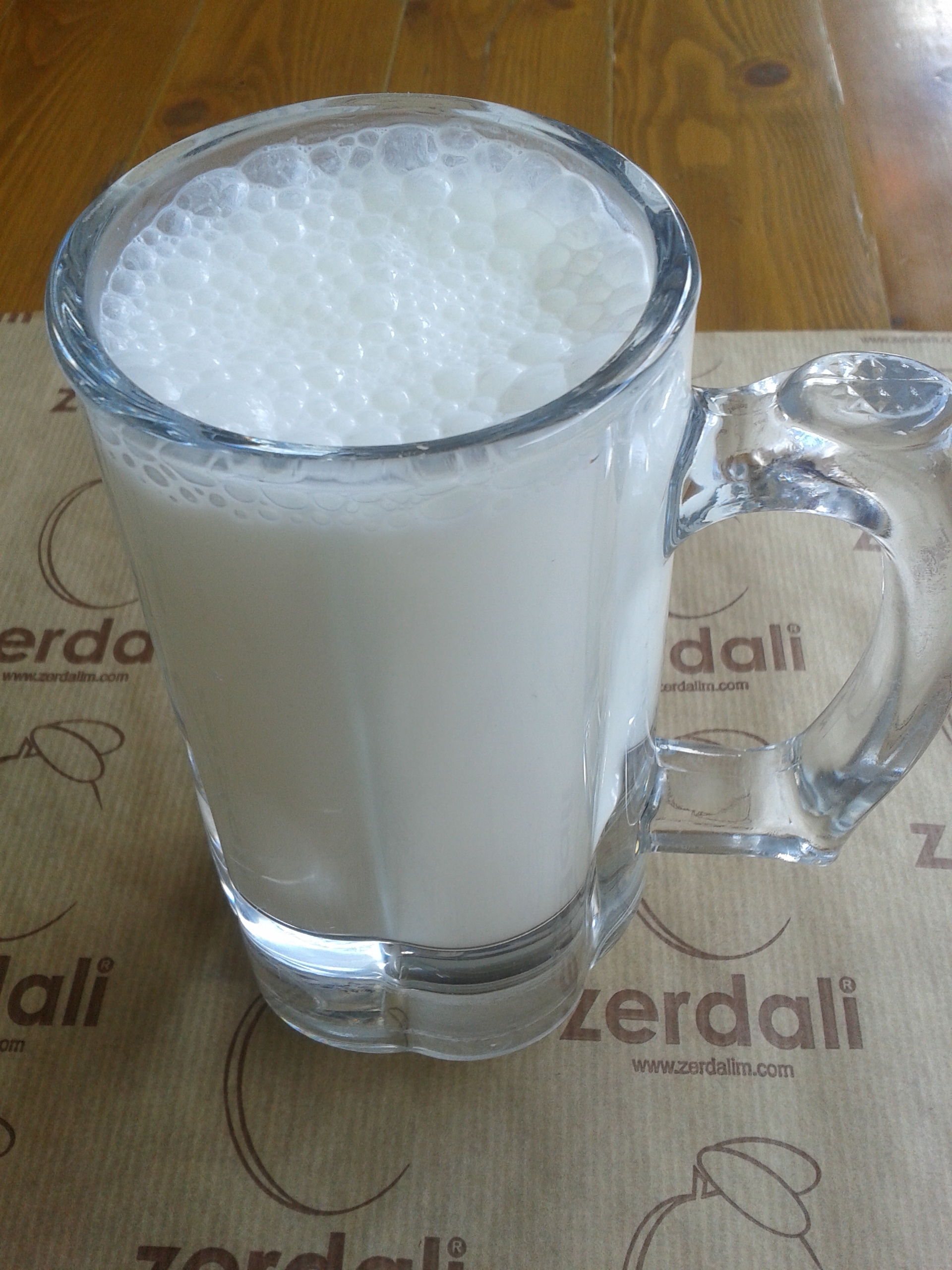
Ayran

Gesüßter Tee wird zu jeder Tageszeit reichlich getrunken. Kaffee wird zu vielen Gelegenheiten wie Besuchen von Freunden, Hochzeiten, Geschäftstreffen oder Beerdigungen gereicht, wobei das Kaffeepulver mit gesüßtem Wasser aufgekocht wird.
Zu den Gerichten wird häufig Wasser getrunken, aber auch Fruchtsäfte wie Orangen-, Granatapfel- oder Zitronensaft, letzterer mit Minze. Wie die türkische Küche, so kennt auch die syrische Küche Ayran, ein Getränk aus Joghurt, Wasser und Salz. In den Märkten (Aswaq) gibt es Verkaufsstände mit Kaltgetränken aus Tamarinden- (Tamar Hindi) oder Lakritzsaft aus Süßholz, je nach Saison.
An alkoholischen Getränken ist Arak verbreitet. Dieser wird häufig als Aperitif zu den Vorspeisen gereicht.